# Black Shark (entreprise)
Pour les articles homonymes, voir Black Shark.

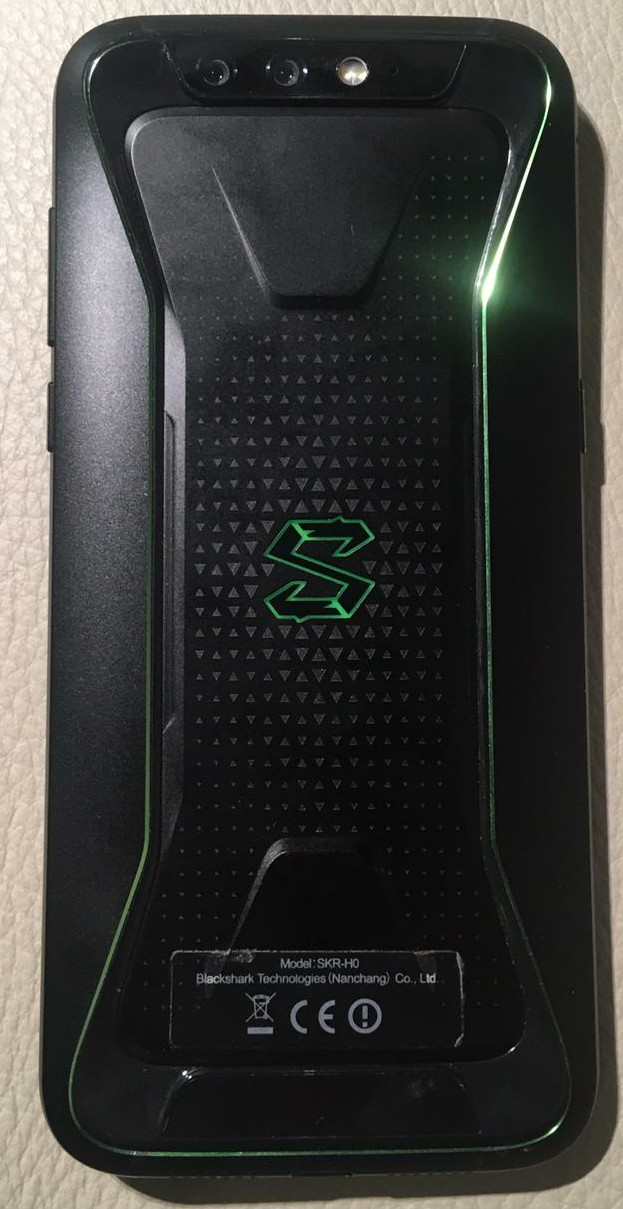
Dos d'un téléphone mobile Xiaomi Black Shark.

Black Shark (Xiaochang Nanchang Black Shark Technology Co. Ltd.) est une marque de smartphones et d'accessoires de jeu. Il s'agit d'une sous-marque et d'une division de la société chinoise Xiaomi, l'un des principaux fabricants de smartphones au monde. La marque Black Shark est surtout connue pour ses smartphones gaming, qui ont été largement adoptés dans le monde entier. Cette ramification a été organisée en 2018, en Chine.

## Records
À chaque étape du développement, la société a aspiré à établir des records liés aux spécificités du jeu, par exemple, chaque sortie d'une nouvelle génération de smartphone de la série Black Shark, établit nécessairement un record de performance selon l'application AnTuTu,.
Pour la première fois dans l'histoire des smartphones, le Black Shark 3 Pro a introduit des gâchettes mécaniques rétractables, semblables à la commande copiée des joysticks modernes. Un taux de réponse tactile record de 270 Hz a également été établi. De plus, la latence du toucher avec un seul doigt a été réduite à 24 ms, et celle du toucher avec plusieurs doigts à 28 ms.
Les écouteurs Bluetooth Black Shark 2 (Black Shark Ophidian Gaming Earbuds) ont établi le record de latence audio à seulement 58 ms.

## Liste des smartphones
| Modèle             | Date de sortie | Type d'affichage | Taille d'affichage | Définition         | Prise en charge 5G | Système sur puce    |
| ------------------ | -------------- | ---------------- | ------------------ | ------------------ | ------------------ | ------------------- |
| Black Shark        | 01/05/2018     | LCD              | 5.99 "             | 2160 x 1080 pixels | Non                | Snapdragon 845      |
| Black Shark Helo   | 23/10/2018     | OLED             | 6.01 "             | 2160 x 1080 pixels | Non                | Snapdragon 845      |
| Black Shark 2      | 04/09/2019     | OLED             | 6.39 "             | 2340 x 1080 pixels | Non                | Snapdragon 855      |
| Black Shark 2 Pro  | 04/09/2019     | OLED             | 6.39 "             | 2340 x 1080 pixels | Non                | Snapdragon 855 Plus |
| Black Shark 3      | 14/05/2020     | AMOLED           | 6.67 "             | 2400 x 1080 pixels | Oui                | Snapdragon 865      |
| Black Shark 3 Pro  | 14/05/2020     | AMOLED           | 7.1 "              | 3120 x 1440 pixels | Oui                | Snapdragon 865      |
| Black Shark 4      | 17/05/2021     | AMOLED           | 6.67 "             | 2400 x 1080 pixels | Oui                | Snapdragon 870      |
| Black Shark 4 Pro  | 17/05/2021     | Super AMOLED     | 6.67 "             | 2400 x 1080 pixels | Oui                | Snapdragon 888      |
| Black Shark 4S     | 16/10/2021     | Super AMOLED     | 6.67 "             | 2400 x 1080 pixels | Oui                | Snapdragon 870      |
| Black Shark 4S Pro | 16/10/2021     | Super AMOLED     | 6.67 "             | 2400 x 1080 pixels | Oui                | Snapdragon 888 Plus |
| Black Shark 5      | 30/03/2022     | AMOLED           | 6.67 "             | 2400 x 1080 pixels | Oui                | Snapdragon 870      |
| Black Shark 5 Pro  | 30/03/2022     | Super AMOLED     | 6.67 "             | 2400 x 1080 pixels | Oui                | Snapdragon 8 Gen 1  |

## Situation actuelle
En 2022, l'entreprise chinoise Tencent annonce vouloir faire l'acquisition du fabricant de terminaux, afin de concevoir de nouveaux produits de type casque virtuel et se développer dans le métavers. Cependant, en Mai 2022, Tencent annonce renoncer à l'acquisition et le mois d'Octobre suivant, Black Shark procède à une vague de licenciements en se séparant de 50% de ses effectifs . La situation de l'entreprise n'est pas claire actuellement et des rumeurs suggèrent la sortie d'un nouveau smartphone en 2023, le Black Shark 6.

## Lancement de produits gaming
Fin Septembre 2023, la marque Black Shark annonce la disponibilité de nouveaux produits gaming, dont la manette de jeu Green Ghost, un nouvel accessoire de refroidissement, le MagCooler 3 Pro ou encore la montre connectée S1. 